# Bathytoma viabrunnea
Bathytoma viabrunnea é uma espécie de gastrópode da família Borsoniidae.